# Lista di asteroidi (665001-666000)
Di seguito una lista di asteroidi dal numero 665001  al 666000 con data di scoperta e scopritore.

## 665001–665100
| Nome       | Designazione provvisoria | Data di scoperta  | Scopritore               |
| ---------- | ------------------------ | ----------------- | ------------------------ |
| 665001     | 2008 WO6                 | 1 novembre 2008   | Spacewatch               |
| 665002     | 2008 WS8                 | 8 novembre 2008   | Mount Lemmon Survey      |
| 665003     | 2008 WG9                 | 31 ottobre 2008   | Spacewatch               |
| 665004     | 2008 WG12                | 7 novembre 2008   | Mount Lemmon Survey      |
| 665005     | 2008 WK15                | 17 novembre 2008  | Spacewatch               |
| 665006     | 2008 WL18                | 9 ottobre 2008    | Spacewatch               |
| 665007     | 2008 WA23                | 23 ottobre 2008   | Spacewatch               |
| 665008     | 2008 WH27                | 9 ottobre 2008    | Mount Lemmon Survey      |
| 665009     | 2008 WV27                | 20 ottobre 2008   | Spacewatch               |
| 665010     | 2008 WO28                | 19 novembre 2008  | Mount Lemmon Survey      |
| 665011     | 2008 WU36                | 27 febbraio 2006  | Mount Lemmon Survey      |
| 665012     | 2008 WZ37                | 17 novembre 2008  | Spacewatch               |
| 665013     | 2008 WT42                | 3 ottobre 2008    | Mount Lemmon Survey      |
| 665014     | 2008 WX43                | 9 novembre 2008   | Spacewatch               |
| 665015     | 2008 WV45                | 17 novembre 2008  | Spacewatch               |
| 665016     | 2008 WN48                | 15 ottobre 2004   | Mount Lemmon Survey      |
| 665017     | 2008 WN49                | 2 novembre 2008   | Mount Lemmon Survey      |
| 665018     | 2008 WJ54                | 29 ottobre 2008   | Spacewatch               |
| 665019     | 2008 WD55                | 9 ottobre 2008    | Spacewatch               |
| 665020     | 2008 WY55                | 20 novembre 2008  | Mount Lemmon Survey      |
| 665021     | 2008 WM58                | 2 febbraio 2006   | Mount Lemmon Survey      |
| 665022     | 2008 WV58                | 21 novembre 2008  | Spacewatch               |
| 665023     | 2008 WY60                | 23 ottobre 2008   | Spacewatch               |
| 665024     | 2008 WE61                | 26 ottobre 2008   | Mount Lemmon Survey      |
| 665025     | 2008 WH61                | 26 marzo 2007     | CSS                      |
| 665026     | 2008 WB71                | 1 ottobre 2002    | AMOS                     |
| 665027     | 2008 WL71                | 30 ottobre 2008   | Spacewatch               |
| 665028     | 2008 WM78                | 24 ottobre 2008   | Spacewatch               |
| 665029     | 2008 WF80                | 11 settembre 2004 | Spacewatch               |
| 665030     | 2008 WS83                | 20 novembre 2008  | Spacewatch               |
| 665031     | 2008 WN84                | 20 novembre 2008  | Mount Lemmon Survey      |
| 665032     | 2008 WE86                | 6 ottobre 2008    | Spacewatch               |
| 665033     | 2008 WS86                | 11 marzo 2005     | Mount Lemmon Survey      |
| 665034     | 2008 WT90                | 8 ottobre 2008    | Spacewatch               |
| 665035     | 2008 WD94                | 7 novembre 2008   | Mount Lemmon Survey      |
| 665036     | 2008 WB101               | 9 novembre 2008   | Spacewatch               |
| 665037     | 2008 WQ102               | 19 novembre 2008  | CSS                      |
| 665038     | 2008 WZ104               | 2 aprile 2006     | Mount Lemmon Survey      |
| 665039     | 2008 WB108               | 20 ottobre 1995   | Spacewatch               |
| 665040     | 2008 WC108               | 19 settembre 2003 | NEAT                     |
| 665041     | 2008 WT109               | 24 settembre 2003 | AMOS                     |
| 665042     | 2008 WD111               | 24 marzo 2006     | Mount Lemmon Survey      |
| 665043     | 2008 WQ118               | 30 novembre 2008  | Mount Lemmon Survey      |
| 665044     | 2008 WZ118               | 19 novembre 2003  | Spacewatch               |
| 665045     | 2008 WZ125               | 24 novembre 2008  | Mount Lemmon Survey      |
| 665046     | 2008 WA128               | 3 ottobre 2003    | Spacewatch               |
| 665047     | 2008 WE133               | 10 ottobre 2008   | CSS                      |
| 665048     | 2008 WE137               | 10 ottobre 2002   | LONEOS                   |
| 665049     | 2008 WY144               | 11 giugno 2011    | Mount Lemmon Survey      |
| 665050     | 2008 WB145               | 24 novembre 2008  | Mount Lemmon Survey      |
| 665051     | 2008 WN145               | 26 ottobre 2008   | Mount Lemmon Survey      |
| 665052     | 2008 WG149               | 9 settembre 2015  | Pan-STARRS               |
| 665053     | 2008 WA153               | 30 ottobre 2008   | Mount Lemmon Survey      |
| 665054     | 2008 WJ156               | 19 novembre 2008  | Spacewatch               |
| 665055     | 2008 WJ159               | 30 novembre 2008  | Spacewatch               |
| 665056     | 2008 WT161               | 24 novembre 2008  | Spacewatch               |
| 665057     | 2008 WN163               | 1 ottobre 2008    | CSS                      |
| 665058     | 2008 XJ1                 | 2 dicembre 2008   | G. Hug                   |
| 665059     | 2008 XG4                 | 3 dicembre 2008   | LINEAR                   |
| 665060     | 2008 XD8                 | 7 novembre 2008   | Mount Lemmon Survey      |
| 665061     | 2008 XX9                 | 2 dicembre 2008   | CSS                      |
| 665062     | 2008 XB13                | 3 novembre 2008   | Mount Lemmon Survey      |
| 665063     | 2008 XV17                | 1 dicembre 2008   | Spacewatch               |
| 665064     | 2008 XO18                | 1 dicembre 2008   | Spacewatch               |
| 665065     | 2008 XT18                | 11 settembre 2007 | Mount Lemmon Survey      |
| 665066     | 2008 XK20                | 1 dicembre 2008   | Spacewatch               |
| 665067     | 2008 XX20                | 1 dicembre 2008   | Spacewatch               |
| 665068     | 2008 XZ23                | 14 febbraio 2005  | CSS                      |
| 665069     | 2008 XF25                | 25 febbraio 2006  | Mount Lemmon Survey      |
| 665070     | 2008 XA27                | 22 agosto 2003    | NEAT                     |
| 665071     | 2008 XA32                | 19 novembre 2008  | Spacewatch               |
| 665072     | 2008 XH38                | 24 novembre 2008  | Spacewatch               |
| 665073     | 2008 XJ41                | 2 dicembre 2008   | Mount Lemmon Survey      |
| 665074     | 2008 XF42                | 24 marzo 2006     | Spacewatch               |
| 665075     | 2008 XB45                | 1 febbraio 2005   | Spacewatch               |
| 665076     | 2008 XU45                | 23 agosto 2003    | Cerro Tololo Obs.        |
| 665077     | 2008 XN51                | 8 novembre 2008   | Mount Lemmon Survey      |
| 665078     | 2008 XS54                | 4 dicembre 2008   | Spacewatch               |
| 665079 Tym | 2008 XA58                | 4 gennaio 2013    | M. Żołnowski, M. Kusiak  |
| 665080     | 2008 XG58                | 4 settembre 1999  | Spacewatch               |
| 665081     | 2008 XC60                | 1 aprile 2011     | Mount Lemmon Survey      |
| 665082     | 2008 XE61                | 24 novembre 2008  | Spacewatch               |
| 665083     | 2008 YM16                | 24 novembre 2008  | Mount Lemmon Survey      |
| 665084     | 2008 YU18                | 7 dicembre 2008   | Mount Lemmon Survey      |
| 665085     | 2008 YG21                | 21 dicembre 2008  | Mount Lemmon Survey      |
| 665086     | 2008 YM25                | 22 novembre 2008  | Spacewatch               |
| 665087     | 2008 YX25                | 27 dicembre 2008  | K. Sárneczky             |
| 665088     | 2008 YJ26                | 23 dicembre 2008  | C. Rinner, F. Kugel      |
| 665089     | 2008 YN26                | 23 dicembre 2008  | C. Rinner, F. Kugel      |
| 665090     | 2008 YU26                | 26 dicembre 2008  | R. Apitzsch              |
| 665091     | 2008 YT27                | 27 dicembre 2008  | Shandong University Obs. |
| 665092     | 2008 YT29                | 22 dicembre 2008  | Spacewatch               |
| 665093     | 2008 YS33                | 1 gennaio 2009    | Mount Lemmon Survey      |
| 665094     | 2008 YW43                | 18 novembre 2008  | Spacewatch               |
| 665095     | 2008 YB45                | 29 dicembre 2008  | Mount Lemmon Survey      |
| 665096     | 2008 YH45                | 29 dicembre 2008  | Mount Lemmon Survey      |
| 665097     | 2008 YX54                | 29 dicembre 2008  | Mount Lemmon Survey      |
| 665098     | 2008 YH55                | 29 dicembre 2008  | Mount Lemmon Survey      |
| 665099     | 2008 YB61                | 30 dicembre 2008  | Mount Lemmon Survey      |
| 665100     | 2008 YM67                | 30 dicembre 2008  | Mount Lemmon Survey      |

## 665101–665200
| Nome   | Designazione provvisoria | Data di scoperta  | Scopritore                          |
| ------ | ------------------------ | ----------------- | ----------------------------------- |
| 665101 | 2008 YR67                | 24 luglio 2007    | LUSS                                |
| 665102 | 2008 YD69                | 11 aprile 2005    | Mount Lemmon Survey                 |
| 665103 | 2008 YP73                | 9 ottobre 2004    | Spacewatch                          |
| 665104 | 2008 YE75                | 30 dicembre 2008  | Mount Lemmon Survey                 |
| 665105 | 2008 YS76                | 30 dicembre 2008  | Mount Lemmon Survey                 |
| 665106 | 2008 YA78                | 30 dicembre 2008  | Mount Lemmon Survey                 |
| 665107 | 2008 YZ81                | 31 dicembre 2008  | Spacewatch                          |
| 665108 | 2008 YU86                | 18 settembre 2003 | Spacewatch                          |
| 665109 | 2008 YR98                | 12 marzo 2005     | M. W. Buie, L. H. Wasserman         |
| 665110 | 2008 YE103               | 21 dicembre 2008  | Mount Lemmon Survey                 |
| 665111 | 2008 YK111               | 4 dicembre 2008   | Spacewatch                          |
| 665112 | 2008 YZ112               | 7 ottobre 2007    | Mount Lemmon Survey                 |
| 665113 | 2008 YK113               | 20 ottobre 2007   | Mount Lemmon Survey                 |
| 665114 | 2008 YJ114               | 20 novembre 2008  | Mount Lemmon Survey                 |
| 665115 | 2008 YT119               | 8 ottobre 2007    | CSS                                 |
| 665116 | 2008 YA123               | 19 settembre 2003 | NEAT                                |
| 665117 | 2008 YX125               | 21 dicembre 2008  | Spacewatch                          |
| 665118 | 2008 YL127               | 22 dicembre 2008  | Spacewatch                          |
| 665119 | 2008 YO129               | 31 dicembre 2008  | Spacewatch                          |
| 665120 | 2008 YY129               | 13 settembre 2007 | Mount Lemmon Survey                 |
| 665121 | 2008 YJ131               | 1 dicembre 2008   | Mount Lemmon Survey                 |
| 665122 | 2008 YC136               | 22 dicembre 2008  | Spacewatch                          |
| 665123 | 2008 YX136               | 1 ottobre 2008    | Mount Lemmon Survey                 |
| 665124 | 2008 YA139               | 30 dicembre 2008  | Mount Lemmon Survey                 |
| 665125 | 2008 YE153               | 21 dicembre 2008  | Osservatorio astronomico di Maiorca |
| 665126 | 2008 YW167               | 29 dicembre 2008  | CSS                                 |
| 665127 | 2008 YV173               | 12 settembre 2004 | Spacewatch                          |
| 665128 | 2008 YH175               | 21 dicembre 2008  | Spacewatch                          |
| 665129 | 2008 YV175               | 14 settembre 2007 | Mount Lemmon Survey                 |
| 665130 | 2008 YA176               | 30 dicembre 2008  | Mount Lemmon Survey                 |
| 665131 | 2008 YW176               | 21 settembre 2012 | Mount Lemmon Survey                 |
| 665132 | 2008 YD177               | 31 dicembre 2008  | Spacewatch                          |
| 665133 | 2008 YJ178               | 22 dicembre 2008  | Spacewatch                          |
| 665134 | 2008 YT179               | 20 ottobre 2012   | Pan-STARRS                          |
| 665135 | 2008 YB181               | 31 dicembre 2008  | Mount Lemmon Survey                 |
| 665136 | 2008 YT181               | 31 ottobre 2013   | Spacewatch                          |
| 665137 | 2008 YR182               | 13 aprile 2016    | Pan-STARRS                          |
| 665138 | 2008 YY189               | 22 dicembre 2008  | Mount Lemmon Survey                 |
| 665139 | 2008 YS193               | 30 dicembre 2008  | Mount Lemmon Survey                 |
| 665140 | 2008 YE194               | 20 dicembre 2008  | Mount Lemmon Survey                 |
| 665141 | 2009 AJ2                 | 22 dicembre 2008  | Mount Lemmon Survey                 |
| 665142 | 2009 AQ3                 | 1 gennaio 2009    | Mount Lemmon Survey                 |
| 665143 | 2009 AM5                 | 1 gennaio 2009    | Spacewatch                          |
| 665144 | 2009 AN6                 | 1 gennaio 2009    | Spacewatch                          |
| 665145 | 2009 AM8                 | 1 gennaio 2009    | Spacewatch                          |
| 665146 | 2009 AW8                 | 2 gennaio 2009    | Spacewatch                          |
| 665147 | 2009 AE11                | 22 dicembre 2008  | Spacewatch                          |
| 665148 | 2009 AJ12                | 2 gennaio 2009    | Mount Lemmon Survey                 |
| 665149 | 2009 AN14                | 20 dicembre 2008  | LUSS                                |
| 665150 | 2009 AB16                | 4 dicembre 2008   | Mount Lemmon Survey                 |
| 665151 | 2009 AH16                | 15 gennaio 2009   | LINEAR                              |
| 665152 | 2009 AS16                | 30 dicembre 2008  | Spacewatch                          |
| 665153 | 2009 AQ17                | 2 gennaio 2009    | Spacewatch                          |
| 665154 | 2009 AX17                | 24 novembre 2008  | Mount Lemmon Survey                 |
| 665155 | 2009 AC18                | 2 gennaio 2009    | Spacewatch                          |
| 665156 | 2009 AJ19                | 2 gennaio 2009    | Mount Lemmon Survey                 |
| 665157 | 2009 AF29                | 15 gennaio 2009   | Spacewatch                          |
| 665158 | 2009 AR34                | 15 gennaio 2009   | Spacewatch                          |
| 665159 | 2009 AS38                | 5 dicembre 2008   | Mount Lemmon Survey                 |
| 665160 | 2009 AV38                | 15 gennaio 2009   | Spacewatch                          |
| 665161 | 2009 AW43                | 2 gennaio 2009    | Spacewatch                          |
| 665162 | 2009 AK44                | 3 gennaio 2009    | Spacewatch                          |
| 665163 | 2009 AY48                | 17 marzo 2005     | Mount Lemmon Survey                 |
| 665164 | 2009 AW52                | 2 gennaio 2009    | Spacewatch                          |
| 665165 | 2009 AB53                | 1 gennaio 2009    | Spacewatch                          |
| 665166 | 2009 AC53                | 25 agosto 2012    | Pan-STARRS                          |
| 665167 | 2009 AO53                | 11 dicembre 2013  | Mount Lemmon Survey                 |
| 665168 | 2009 AP53                | 3 marzo 2013      | Mount Lemmon Survey                 |
| 665169 | 2009 AT53                | 1 gennaio 2009    | PMO NEO                             |
| 665170 | 2009 AE57                | 10 luglio 2018    | Pan-STARRS                          |
| 665171 | 2009 AB58                | 3 gennaio 2009    | Mount Lemmon Survey                 |
| 665172 | 2009 AR58                | 2 gennaio 2009    | Mount Lemmon Survey                 |
| 665173 | 2009 AS58                | 21 agosto 2015    | Pan-STARRS                          |
| 665174 | 2009 AN59                | 7 gennaio 2009    | Spacewatch                          |
| 665175 | 2009 AU60                | 2 gennaio 2009    | Mount Lemmon Survey                 |
| 665176 | 2009 AV60                | 2 gennaio 2009    | Mount Lemmon Survey                 |
| 665177 | 2009 AK64                | 2 gennaio 2009    | Spacewatch                          |
| 665178 | 2009 AS64                | 2 gennaio 2009    | Spacewatch                          |
| 665179 | 2009 AL65                | 1 gennaio 2009    | Spacewatch                          |
| 665180 | 2009 BO                  | 16 gennaio 2009   | Spacewatch                          |
| 665181 | 2009 BU8                 | 16 gennaio 2009   | Mount Lemmon Survey                 |
| 665182 | 2009 BY18                | 4 dicembre 2008   | Mount Lemmon Survey                 |
| 665183 | 2009 BH20                | 2 gennaio 2009    | Mount Lemmon Survey                 |
| 665184 | 2009 BF22                | 2 ottobre 2003    | Spacewatch                          |
| 665185 | 2009 BV25                | 16 gennaio 2009   | Spacewatch                          |
| 665186 | 2009 BF30                | 9 ottobre 2007    | Mount Lemmon Survey                 |
| 665187 | 2009 BU34                | 16 gennaio 2009   | Spacewatch                          |
| 665188 | 2009 BR43                | 16 gennaio 2009   | Spacewatch                          |
| 665189 | 2009 BK46                | 16 gennaio 2009   | Spacewatch                          |
| 665190 | 2009 BE49                | 16 gennaio 2009   | Mount Lemmon Survey                 |
| 665191 | 2009 BB59                | 28 giugno 2001    | NEAT                                |
| 665192 | 2009 BD59                | 16 gennaio 2009   | Mount Lemmon Survey                 |
| 665193 | 2009 BM59                | 27 febbraio 2006  | Spacewatch                          |
| 665194 | 2009 BQ75                | 16 aprile 2004    | SDSS Collaboration                  |
| 665195 | 2009 BJ79                | 2 gennaio 2009    | CSS                                 |
| 665196 | 2009 BW80                | 6 settembre 2007  | SSS                                 |
| 665197 | 2009 BP83                | 24 gennaio 2009   | Alianza S4 Obs.                     |
| 665198 | 2009 BM85                | 7 ottobre 2004    | Spacewatch                          |
| 665199 | 2009 BK90                | 15 gennaio 2009   | Spacewatch                          |
| 665200 | 2009 BS92                | 25 gennaio 2009   | Spacewatch                          |

## 665201–665300
| Nome   | Designazione provvisoria | Data di scoperta  | Scopritore                                        |
| ------ | ------------------------ | ----------------- | ------------------------------------------------- |
| 665201 | 2009 BM96                | 31 dicembre 2008  | Spacewatch                                        |
| 665202 | 2009 BO97                | 25 gennaio 2009   | CSS                                               |
| 665203 | 2009 BU97                | 31 ottobre 2008   | Mount Lemmon Survey                               |
| 665204 | 2009 BN100               | 8 ottobre 2007    | CSS                                               |
| 665205 | 2009 BZ100               | 4 novembre 2007   | Mount Lemmon Survey                               |
| 665206 | 2009 BG101               | 29 gennaio 2009   | Spacewatch                                        |
| 665207 | 2009 BU101               | 29 gennaio 2009   | Mount Lemmon Survey                               |
| 665208 | 2009 BW103               | 12 settembre 2007 | Spacewatch                                        |
| 665209 | 2009 BE108               | 29 gennaio 2009   | Mount Lemmon Survey                               |
| 665210 | 2009 BL109               | 19 ottobre 2007   | Mount Lemmon Survey                               |
| 665211 | 2009 BB112               | 23 ottobre 2003   | Spacewatch                                        |
| 665212 | 2009 BO121               | 31 gennaio 2009   | Spacewatch                                        |
| 665213 | 2009 BT121               | 2 dicembre 2004   | CSS                                               |
| 665214 | 2009 BE123               | 9 settembre 2007  | Spacewatch                                        |
| 665215 | 2009 BC128               | 29 gennaio 2009   | Mount Lemmon Survey                               |
| 665216 | 2009 BY128               | 29 gennaio 2009   | Mount Lemmon Survey                               |
| 665217 | 2009 BF129               | 17 gennaio 2009   | Spacewatch                                        |
| 665218 | 2009 BR133               | 29 gennaio 2009   | Spacewatch                                        |
| 665219 | 2009 BV140               | 12 settembre 2007 | Mount Lemmon Survey                               |
| 665220 | 2009 BK145               | 30 gennaio 2009   | Spacewatch                                        |
| 665221 | 2009 BH146               | 11 marzo 2005     | Spacewatch                                        |
| 665222 | 2009 BU152               | 20 gennaio 2009   | Spacewatch                                        |
| 665223 | 2009 BT160               | 1 gennaio 2009    | Spacewatch                                        |
| 665224 | 2009 BU160               | 1 febbraio 2005   | Spacewatch                                        |
| 665225 | 2009 BD162               | 29 gennaio 2009   | Mount Lemmon Survey                               |
| 665226 | 2009 BT162               | 31 gennaio 2009   | Spacewatch                                        |
| 665227 | 2009 BE165               | 31 gennaio 2009   | Spacewatch                                        |
| 665228 | 2009 BJ165               | 12 settembre 2007 | Mount Lemmon Survey                               |
| 665229 | 2009 BP168               | 1 febbraio 2009   | Mount Lemmon Survey                               |
| 665230 | 2009 BZ171               | 17 gennaio 2009   | Spacewatch                                        |
| 665231 | 2009 BW176               | 16 gennaio 2009   | Spacewatch                                        |
| 665232 | 2009 BX179               | 20 gennaio 2009   | CSS                                               |
| 665233 | 2009 BB184               | 13 marzo 2002     | NEAT                                              |
| 665234 | 2009 BZ186               | 25 gennaio 2009   | Spacewatch                                        |
| 665235 | 2009 BO189               | 2 aprile 2006     | Mount Lemmon Survey                               |
| 665236 | 2009 BT192               | 25 gennaio 2009   | Spacewatch                                        |
| 665237 | 2009 BJ193               | 31 gennaio 2009   | Mount Lemmon Survey                               |
| 665238 | 2009 BP194               | 16 ottobre 2012   | Mount Lemmon Survey                               |
| 665239 | 2009 BQ195               | 2 gennaio 2014    | Spacewatch                                        |
| 665240 | 2009 BU195               | 29 gennaio 2009   | Mount Lemmon Survey                               |
| 665241 | 2009 BU196               | 25 gennaio 2014   | Pan-STARRS                                        |
| 665242 | 2009 BP197               | 26 gennaio 2009   | Mount Lemmon Survey                               |
| 665243 | 2009 BP199               | 27 gennaio 2014   | L. Elenin                                         |
| 665244 | 2009 BG200               | 31 gennaio 2009   | Mount Lemmon Survey                               |
| 665245 | 2009 BP200               | 18 febbraio 2015  | Pan-STARRS                                        |
| 665246 | 2009 BD202               | 29 agosto 2011    | SSS                                               |
| 665247 | 2009 BX205               | 31 gennaio 2009   | Mount Lemmon Survey                               |
| 665248 | 2009 BY208               | 31 gennaio 2009   | Spacewatch                                        |
| 665249 | 2009 BU211               | 10 ottobre 2007   | Spacewatch                                        |
| 665250 | 2009 CA2                 | 3 febbraio 2009   | CSS                                               |
| 665251 | 2009 CT15                | 3 febbraio 2009   | Mount Lemmon Survey                               |
| 665252 | 2009 CK17                | 3 febbraio 2009   | Mount Lemmon Survey                               |
| 665253 | 2009 CW17                | 3 febbraio 2009   | Mount Lemmon Survey                               |
| 665254 | 2009 CR21                | 18 gennaio 2009   | Mount Lemmon Survey                               |
| 665255 | 2009 CP27                | 10 ottobre 2002   | Spacewatch                                        |
| 665256 | 2009 CO34                | 2 febbraio 2009   | Mount Lemmon Survey                               |
| 665257 | 2009 CX34                | 29 ottobre 2008   | Spacewatch                                        |
| 665258 | 2009 CU43                | 14 febbraio 2009  | Mount Lemmon Survey                               |
| 665259 | 2009 CH58                | 3 febbraio 2009   | Spacewatch                                        |
| 665260 | 2009 CG60                | 1 febbraio 2009   | Spacewatch                                        |
| 665261 | 2009 CT66                | 7 maggio 2010     | Mount Lemmon Survey                               |
| 665262 | 2009 CA67                | 5 febbraio 2009   | Spacewatch                                        |
| 665263 | 2009 CC67                | 10 ottobre 2007   | Spacewatch                                        |
| 665264 | 2009 CQ67                | 18 gennaio 2009   | Spacewatch                                        |
| 665265 | 2009 CT67                | 4 febbraio 2009   | Mount Lemmon Survey                               |
| 665266 | 2009 CV67                | 16 novembre 2014  | Mount Lemmon Survey                               |
| 665267 | 2009 CY67                | 1 febbraio 2009   | Mount Lemmon Survey                               |
| 665268 | 2009 CZ67                | 1 febbraio 2009   | Spacewatch                                        |
| 665269 | 2009 CL68                | 6 ottobre 2012    | Pan-STARRS                                        |
| 665270 | 2009 CR68                | 2 maggio 2001     | NEAT                                              |
| 665271 | 2009 CT69                | 28 ottobre 2017   | Mount Lemmon Survey                               |
| 665272 | 2009 CZ69                | 12 novembre 2012  | Mount Lemmon Survey                               |
| 665273 | 2009 CK71                | 3 gennaio 2017    | Pan-STARRS                                        |
| 665274 | 2009 CN73                | 31 marzo 2013     | Mount Lemmon Survey                               |
| 665275 | 2009 CJ74                | 16 agosto 2017    | Pan-STARRS                                        |
| 665276 | 2009 CM76                | 4 febbraio 2009   | Spacewatch                                        |
| 665277 | 2009 DE6                 | 17 gennaio 2009   | Spacewatch                                        |
| 665278 | 2009 DK9                 | 2 febbraio 2009   | CSS                                               |
| 665279 | 2009 DS22                | 1 gennaio 2009    | Mount Lemmon Survey                               |
| 665280 | 2009 DN27                | 10 agosto 2007    | Spacewatch                                        |
| 665281 | 2009 DV29                | 23 febbraio 2009  | F. Hormuth                                        |
| 665282 | 2009 DL30                | 23 febbraio 2009  | F. Hormuth                                        |
| 665283 | 2009 DD31                | 25 gennaio 2009   | Spacewatch                                        |
| 665284 | 2009 DG36                | 22 febbraio 2009  | Spacewatch                                        |
| 665285 | 2009 DF37                | 25 gennaio 2009   | Spacewatch                                        |
| 665286 | 2009 DZ37                | 23 febbraio 2009  | F. Hormuth                                        |
| 665287 | 2009 DL40                | 24 febbraio 2009  | Osservatorio astronomico della Montagna pistoiese |
| 665288 | 2009 DW66                | 24 febbraio 2009  | Mount Lemmon Survey                               |
| 665289 | 2009 DG68                | 30 dicembre 2008  | Mount Lemmon Survey                               |
| 665290 | 2009 DN74                | 26 febbraio 2009  | CSS                                               |
| 665291 | 2009 DZ74                | 16 febbraio 2009  | CSS                                               |
| 665292 | 2009 DQ79                | 21 febbraio 2009  | Spacewatch                                        |
| 665293 | 2009 DG84                | 26 febbraio 2009  | Spacewatch                                        |
| 665294 | 2009 DK84                | 26 febbraio 2009  | Spacewatch                                        |
| 665295 | 2009 DX85                | 30 gennaio 2009   | Mount Lemmon Survey                               |
| 665296 | 2009 DE86                | 31 gennaio 2009   | Mount Lemmon Survey                               |
| 665297 | 2009 DH86                | 19 dicembre 2004  | Mount Lemmon Survey                               |
| 665298 | 2009 DV88                | 3 febbraio 2009   | Mount Lemmon Survey                               |
| 665299 | 2009 DN94                | 28 febbraio 2009  | Mount Lemmon Survey                               |
| 665300 | 2009 DX94                | 28 febbraio 2009  | Spacewatch                                        |

## 665301–665400
| Nome   | Designazione provvisoria | Data di scoperta  | Scopritore                          |
| ------ | ------------------------ | ----------------- | ----------------------------------- |
| 665301 | 2009 DS95                | 30 gennaio 2009   | Mount Lemmon Survey                 |
| 665302 | 2009 DG100               | 26 febbraio 2009  | Spacewatch                          |
| 665303 | 2009 DY100               | 26 febbraio 2009  | Spacewatch                          |
| 665304 | 2009 DP105               | 26 febbraio 2009  | Spacewatch                          |
| 665305 | 2009 DQ105               | 26 febbraio 2009  | Spacewatch                          |
| 665306 | 2009 DV106               | 19 febbraio 2009  | Spacewatch                          |
| 665307 | 2009 DL108               | 24 febbraio 2009  | Mount Lemmon Survey                 |
| 665308 | 2009 DQ109               | 19 febbraio 2009  | CSS                                 |
| 665309 | 2009 DE112               | 1 febbraio 2009   | Spacewatch                          |
| 665310 | 2009 DA113               | 27 febbraio 2009  | Spacewatch                          |
| 665311 | 2009 DS113               | 4 febbraio 2009   | Spacewatch                          |
| 665312 | 2009 DU123               | 1 febbraio 2009   | Spacewatch                          |
| 665313 | 2009 DH127               | 28 settembre 2006 | CSS                                 |
| 665314 | 2009 DY135               | 21 ottobre 2007   | Mount Lemmon Survey                 |
| 665315 | 2009 DK140               | 20 febbraio 2009  | Spacewatch                          |
| 665316 | 2009 DS146               | 20 marzo 2016     | Pan-STARRS                          |
| 665317 | 2009 DH147               | 24 febbraio 2009  | Osservatorio astronomico di Maiorca |
| 665318 | 2009 DB148               | 2 settembre 2010  | Mount Lemmon Survey                 |
| 665319 | 2009 DL148               | 4 luglio 2014     | Pan-STARRS                          |
| 665320 | 2009 DQ150               | 19 ottobre 2012   | Mount Lemmon Survey                 |
| 665321 | 2009 DF151               | 21 settembre 2011 | Mount Lemmon Survey                 |
| 665322 | 2009 DK151               | 27 febbraio 2009  | Spacewatch                          |
| 665323 | 2009 DD153               | 26 febbraio 2009  | Spacewatch                          |
| 665324 | 2009 DX158               | 27 febbraio 2009  | Spacewatch                          |
| 665325 | 2009 DQ159               | 20 febbraio 2009  | Mount Lemmon Survey                 |
| 665326 | 2009 EF3                 | 15 marzo 2009     | Spacewatch                          |
| 665327 | 2009 EC6                 | 17 marzo 2005     | Mount Lemmon Survey                 |
| 665328 | 2009 ES9                 | 3 febbraio 2009   | Spacewatch                          |
| 665329 | 2009 EA11                | 2 marzo 2009      | Spacewatch                          |
| 665330 | 2009 EP12                | 1 marzo 2009      | Mount Lemmon Survey                 |
| 665331 | 2009 EM19                | 15 marzo 2009     | Mount Lemmon Survey                 |
| 665332 | 2009 EZ32                | 24 marzo 2014     | Pan-STARRS                          |
| 665333 | 2009 EE33                | 25 aprile 2015    | Pan-STARRS                          |
| 665334 | 2009 EZ33                | 2 settembre 2014  | Pan-STARRS                          |
| 665335 | 2009 EE36                | 22 settembre 2017 | Pan-STARRS                          |
| 665336 | 2009 EN39                | 3 marzo 2009      | Mount Lemmon Survey                 |
| 665337 | 2009 EN42                | 6 dicembre 2002   | L. H. Wasserman, D. E. Trilling     |
| 665338 | 2009 FS2                 | 28 febbraio 2009  | Spacewatch                          |
| 665339 | 2009 FT3                 | 19 marzo 2009     | CSS                                 |
| 665340 | 2009 FE6                 | 30 gennaio 2009   | Mount Lemmon Survey                 |
| 665341 | 2009 FP6                 | 4 novembre 2007   | Mount Lemmon Survey                 |
| 665342 | 2009 FV6                 | 1 marzo 2009      | Spacewatch                          |
| 665343 | 2009 FR17                | 21 febbraio 2009  | Spacewatch                          |
| 665344 | 2009 FZ17                | 18 marzo 2009     | Osservatorio astronomico di Maiorca |
| 665345 | 2009 FZ25                | 16 ottobre 2003   | Spacewatch                          |
| 665346 | 2009 FW26                | 18 marzo 2009     | Spacewatch                          |
| 665347 | 2009 FZ28                | 20 ottobre 2007   | Spacewatch                          |
| 665348 | 2009 FL33                | 25 gennaio 2009   | Spacewatch                          |
| 665349 | 2009 FW33                | 31 gennaio 2009   | Mount Lemmon Survey                 |
| 665350 | 2009 FV43                | 29 marzo 2009     | W. Bickel                           |
| 665351 | 2009 FT46                | 16 febbraio 2002  | NEAT                                |
| 665352 | 2009 FH48                | 18 settembre 2003 | NEAT                                |
| 665353 | 2009 FL48                | 19 agosto 2006    | Spacewatch                          |
| 665354 | 2009 FB60                | 30 gennaio 2004   | Spacewatch                          |
| 665355 | 2009 FK77                | 26 settembre 2003 | SDSS Collaboration                  |
| 665356 | 2009 FW79                | 18 agosto 2006    | Spacewatch                          |
| 665357 | 2009 FN80                | 9 gennaio 2016    | Pan-STARRS                          |
| 665358 | 2009 FE82                | 27 ottobre 2012   | Mount Lemmon Survey                 |
| 665359 | 2009 FG82                | 28 febbraio 2014  | Pan-STARRS                          |
| 665360 | 2009 FJ82                | 8 agosto 2016     | Pan-STARRS                          |
| 665361 | 2009 FQ82                | 16 marzo 2009     | Mount Lemmon Survey                 |
| 665362 | 2009 FU83                | 30 luglio 2017    | Pan-STARRS                          |
| 665363 | 2009 FV86                | 18 ottobre 2012   | Mount Lemmon Survey                 |
| 665364 | 2009 FJ88                | 3 agosto 2016     | Pan-STARRS                          |
| 665365 | 2009 FV88                | 7 ottobre 2012    | Pan-STARRS                          |
| 665366 | 2009 FY88                | 9 dicembre 2015   | Pan-STARRS                          |
| 665367 | 2009 FF89                | 23 dicembre 2012  | Pan-STARRS                          |
| 665368 | 2009 FY93                | 19 marzo 2009     | Mount Lemmon Survey                 |
| 665369 | 2009 GZ3                 | 6 aprile 2009     | Alianza S4 Obs.                     |
| 665370 | 2009 GE7                 | 23 settembre 2011 | Pan-STARRS                          |
| 665371 | 2009 HD2                 | 29 marzo 2009     | Spacewatch                          |
| 665372 | 2009 HW3                 | 4 dicembre 2007   | Spacewatch                          |
| 665373 | 2009 HC5                 | 17 aprile 2009    | Spacewatch                          |
| 665374 | 2009 HY6                 | 5 dicembre 2007   | Spacewatch                          |
| 665375 | 2009 HC9                 | 4 giugno 2006     | LINEAR                              |
| 665376 | 2009 HF10                | 13 marzo 2005     | Spacewatch                          |
| 665377 | 2009 HM16                | 20 ottobre 2007   | Spacewatch                          |
| 665378 | 2009 HF31                | 19 aprile 2009    | Spacewatch                          |
| 665379 | 2009 HP32                | 2 marzo 2009      | Mount Lemmon Survey                 |
| 665380 | 2009 HG35                | 20 aprile 2009    | Mount Lemmon Survey                 |
| 665381 | 2009 HK41                | 20 aprile 2009    | Spacewatch                          |
| 665382 | 2009 HV44                | 22 aprile 2009    | LINEAR                              |
| 665383 | 2009 HK47                | 18 novembre 2007  | Spacewatch                          |
| 665384 | 2009 HX55                | 21 aprile 2009    | Mount Lemmon Survey                 |
| 665385 | 2009 HD56                | 21 aprile 2009    | Mount Lemmon Survey                 |
| 665386 | 2009 HH56                | 4 ottobre 2006    | Mount Lemmon Survey                 |
| 665387 | 2009 HY60                | 20 aprile 2004    | Spacewatch                          |
| 665388 | 2009 HM67                | 26 aprile 2009    | Mount Lemmon Survey                 |
| 665389 | 2009 HJ69                | 22 aprile 2009    | Mount Lemmon Survey                 |
| 665390 | 2009 HD82                | 24 aprile 2009    | Spacewatch                          |
| 665391 | 2009 HY82                | 11 aprile 2004    | NEAT                                |
| 665392 | 2009 HO87                | 30 aprile 2009    | Mount Lemmon Survey                 |
| 665393 | 2009 HE88                | 29 aprile 2008    | Mount Lemmon Survey                 |
| 665394 | 2009 HH89                | 25 aprile 2009    | Alianza S4 Obs.                     |
| 665395 | 2009 HN100               | 28 luglio 2005    | NEAT                                |
| 665396 | 2009 HN109               | 30 marzo 2015     | Pan-STARRS                          |
| 665397 | 2009 HA111               | 17 aprile 2009    | Spacewatch                          |
| 665398 | 2009 HB111               | 8 settembre 2011  | Pan-STARRS                          |
| 665399 | 2009 HL111               | 25 ottobre 2013   | Mount Lemmon Survey                 |
| 665400 | 2009 HF112               | 25 aprile 2015    | Pan-STARRS                          |

## 665401–665500
| Nome   | Designazione provvisoria | Data di scoperta  | Scopritore                          |
| ------ | ------------------------ | ----------------- | ----------------------------------- |
| 665401 | 2009 HP112               | 13 dicembre 2015  | Pan-STARRS                          |
| 665402 | 2009 HK116               | 11 ottobre 2010   | Mount Lemmon Survey                 |
| 665403 | 2009 HN116               | 26 ottobre 2016   | Spacewatch                          |
| 665404 | 2009 HQ117               | 18 novembre 2017  | Pan-STARRS                          |
| 665405 | 2009 HC118               | 24 marzo 2014     | Pan-STARRS                          |
| 665406 | 2009 HX118               | 3 gennaio 2013    | Mount Lemmon Survey                 |
| 665407 | 2009 HH119               | 28 ottobre 2016   | Pan-STARRS                          |
| 665408 | 2009 HN119               | 26 febbraio 2014  | Mount Lemmon Survey                 |
| 665409 | 2009 HW120               | 21 aprile 2009    | Spacewatch                          |
| 665410 | 2009 HF121               | 30 aprile 2009    | Spacewatch                          |
| 665411 | 2009 HO122               | 30 aprile 2009    | Spacewatch                          |
| 665412 | 2009 HK124               | 27 aprile 2009    | Spacewatch                          |
| 665413 | 2009 HF125               | 29 aprile 2009    | Spacewatch                          |
| 665414 | 2009 JQ10                | 20 ottobre 2007   | Mount Lemmon Survey                 |
| 665415 | 2009 JV14                | 6 aprile 2005     | Mount Lemmon Survey                 |
| 665416 | 2009 JL15                | 1 maggio 2009     | Mount Lemmon Survey                 |
| 665417 | 2009 JJ20                | 19 giugno 2015    | Pan-STARRS                          |
| 665418 | 2009 JL20                | 15 maggio 2009    | Spacewatch                          |
| 665419 | 2009 JX20                | 14 gennaio 2011   | Mount Lemmon Survey                 |
| 665420 | 2009 JL23                | 14 maggio 2009    | Mount Lemmon Survey                 |
| 665421 | 2009 KS5                 | 18 aprile 2009    | Spacewatch                          |
| 665422 | 2009 KE6                 | 1 maggio 2009     | Mount Lemmon Survey                 |
| 665423 | 2009 KV6                 | 26 novembre 2005  | Mount Lemmon Survey                 |
| 665424 | 2009 KD7                 | 25 maggio 2009    | N. Teamo                            |
| 665425 | 2009 KK7                 | 21 ottobre 2007   | Spacewatch                          |
| 665426 | 2009 KU8                 | 27 maggio 2009    | N. Teamo                            |
| 665427 | 2009 KB10                | 25 maggio 2009    | Spacewatch                          |
| 665428 | 2009 KO10                | 25 maggio 2009    | Spacewatch                          |
| 665429 | 2009 KT21                | 29 maggio 2009    | Mount Lemmon Survey                 |
| 665430 | 2009 KC22                | 29 maggio 2009    | CSS                                 |
| 665431 | 2009 KC23                | 31 luglio 2005    | NEAT                                |
| 665432 | 2009 KU24                | 7 maggio 2002     | Spacewatch                          |
| 665433 | 2009 KP25                | 28 maggio 2009    | Mount Lemmon Survey                 |
| 665434 | 2009 KS25                | 3 ottobre 2006    | Mount Lemmon Survey                 |
| 665435 | 2009 KQ36                | 25 novembre 2006  | Mount Lemmon Survey                 |
| 665436 | 2009 KM39                | 24 novembre 2011  | Mount Lemmon Survey                 |
| 665437 | 2009 KD40                | 22 aprile 2009    | Mount Lemmon Survey                 |
| 665438 | 2009 KK40                | 18 dicembre 2015  | Mount Lemmon Survey                 |
| 665439 | 2009 KG41                | 18 maggio 2009    | Mount Lemmon Survey                 |
| 665440 | 2009 KC42                | 20 giugno 2015    | Pan-STARRS                          |
| 665441 | 2009 KA44                | 17 maggio 2009    | Mount Lemmon Survey                 |
| 665442 | 2009 LT1                 | 28 aprile 2009    | Spacewatch                          |
| 665443 | 2009 LK2                 | 1 giugno 2009     | Mount Lemmon Survey                 |
| 665444 | 2009 LR6                 | 14 giugno 2009    | Spacewatch                          |
| 665445 | 2009 LT7                 | 4 giugno 2014     | Pan-STARRS                          |
| 665446 | 2009 MF1                 | 22 giugno 2009    | Alianza S4 Obs.                     |
| 665447 | 2009 MT3                 | 19 giugno 2009    | Spacewatch                          |
| 665448 | 2009 ML5                 | 21 giugno 2009    | Spacewatch                          |
| 665449 | 2009 MH9                 | 27 giugno 2009    | Alianza S4 Obs.                     |
| 665450 | 2009 MN10                | 29 maggio 2009    | Mount Lemmon Survey                 |
| 665451 | 2009 MY10                | 25 giugno 2015    | Pan-STARRS                          |
| 665452 | 2009 MA11                | 22 aprile 2009    | Spacewatch                          |
| 665453 | 2009 MB12                | 28 marzo 2014     | Mount Lemmon Survey                 |
| 665454 | 2009 MT12                | 24 giugno 2009    | Mount Lemmon Survey                 |
| 665455 | 2009 NS                  | 14 luglio 2009    | Osservatorio astronomico di Maiorca |
| 665456 | 2009 OB8                 | 17 giugno 2009    | Mount Lemmon Survey                 |
| 665457 | 2009 OC10                | 29 luglio 2009    | Osservatorio astronomico di Maiorca |
| 665458 | 2009 OX12                | 27 luglio 2009    | Spacewatch                          |
| 665459 | 2009 OF13                | 27 luglio 2009    | Spacewatch                          |
| 665460 | 2009 OO14                | 20 luglio 2009    | Alianza S4 Obs.                     |
| 665461 | 2009 OE17                | 28 luglio 2009    | Spacewatch                          |
| 665462 | 2009 OH19                | 30 dicembre 2005  | Spacewatch                          |
| 665463 | 2009 OO19                | 28 luglio 2009    | Spacewatch                          |
| 665464 | 2009 OS21                | 30 luglio 2009    | W. Bickel                           |
| 665465 | 2009 OW24                | 20 luglio 2009    | S. Matičič                          |
| 665466 | 2009 OB27                | 29 ottobre 2010   | Spacewatch                          |
| 665467 | 2009 OW27                | 30 luglio 2009    | Spacewatch                          |
| 665468 | 2009 OX27                | 15 luglio 2013    | Pan-STARRS                          |
| 665469 | 2009 OX29                | 27 luglio 2009    | Spacewatch                          |
| 665470 | 2009 PQ                  | 11 aprile 2008    | Mount Lemmon Survey                 |
| 665471 | 2009 PZ                  | 13 agosto 2009    | C. Rinner, F. Kugel                 |
| 665472 | 2009 PZ2                 | 28 luglio 2009    | CSS                                 |
| 665473 | 2009 PK4                 | 15 agosto 2009    | CSS                                 |
| 665474 | 2009 PU4                 | 15 agosto 2009    | Osservatorio astronomico di Maiorca |
| 665475 | 2009 PH7                 | 15 agosto 2009    | Spacewatch                          |
| 665476 | 2009 PD11                | 16 agosto 2009    | Spacewatch                          |
| 665477 | 2009 PR12                | 15 agosto 2009    | Spacewatch                          |
| 665478 | 2009 PT17                | 15 agosto 2009    | Spacewatch                          |
| 665479 | 2009 PU17                | 15 agosto 2009    | Spacewatch                          |
| 665480 | 2009 PO21                | 15 dicembre 2010  | Mount Lemmon Survey                 |
| 665481 | 2009 PW21                | 15 agosto 2009    | Osservatorio astronomico di Maiorca |
| 665482 | 2009 PM22                | 10 agosto 2009    | Spacewatch                          |
| 665483 | 2009 PT22                | 15 agosto 2009    | Spacewatch                          |
| 665484 | 2009 PY22                | 17 gennaio 2015   | Pan-STARRS                          |
| 665485 | 2009 QG                  | 16 agosto 2009    | Spacewatch                          |
| 665486 | 2009 QR1                 | 24 giugno 2009    | Spacewatch                          |
| 665487 | 2009 QD3                 | 16 agosto 2009    | Spacewatch                          |
| 665488 | 2009 QL3                 | 16 agosto 2009    | Spacewatch                          |
| 665489 | 2009 QR3                 | 16 agosto 2009    | CSS                                 |
| 665490 | 2009 QR4                 | 16 ottobre 2002   | LONEOS                              |
| 665491 | 2009 QW6                 | 18 agosto 2009    | W. Ries                             |
| 665492 | 2009 QF7                 | 16 agosto 2009    | R. Matson                           |
| 665493 | 2009 QX7                 | 13 marzo 2007     | Spacewatch                          |
| 665494 | 2009 QZ7                 | 17 settembre 2006 | Spacewatch                          |
| 665495 | 2009 QX8                 | 20 agosto 2009    | G. Hug                              |
| 665496 | 2009 QZ8                 | 20 agosto 2009    | Spacewatch                          |
| 665497 | 2009 QY10                | 22 agosto 2009    | C. Rinner, F. Kugel                 |
| 665498 | 2009 QX21                | 20 agosto 2009    | Osservatorio astronomico di Maiorca |
| 665499 | 2009 QD24                | 16 agosto 2009    | Spacewatch                          |
| 665500 | 2009 QM27                | 21 agosto 2009    | Osservatorio astronomico di Maiorca |

## 665501–665600
| Nome   | Designazione provvisoria | Data di scoperta  | Scopritore                          |
| ------ | ------------------------ | ----------------- | ----------------------------------- |
| 665501 | 2009 QA28                | 19 agosto 2009    | Spacewatch                          |
| 665502 | 2009 QO29                | 23 agosto 2009    | W. Bickel                           |
| 665503 | 2009 QF35                | 7 ottobre 2005    | Osservatorio di Mauna Kea           |
| 665504 | 2009 QW35                | 7 luglio 2003     | Spacewatch                          |
| 665505 | 2009 QF37                | 31 agosto 2009    | Osservatorio astronomico di Maiorca |
| 665506 | 2009 QK37                | 29 agosto 2009    | T. V. Kryachko, B. Satovski         |
| 665507 | 2009 QF38                | 29 agosto 2009    | W. Bickel                           |
| 665508 | 2009 QW39                | 23 giugno 2009    | Mount Lemmon Survey                 |
| 665509 | 2009 QG41                | 27 agosto 2009    | Spacewatch                          |
| 665510 | 2009 QA44                | 27 agosto 2009    | Spacewatch                          |
| 665511 | 2009 QQ44                | 1 dicembre 2005   | Spacewatch                          |
| 665512 | 2009 QL45                | 28 agosto 2009    | Osservatorio astronomico di Maiorca |
| 665513 | 2009 QK47                | 30 marzo 2004     | Spacewatch                          |
| 665514 | 2009 QU50                | 29 agosto 2009    | Spacewatch                          |
| 665515 | 2009 QE51                | 20 agosto 2009    | Osservatorio astronomico di Maiorca |
| 665516 | 2009 QG52                | 16 agosto 2009    | Spacewatch                          |
| 665517 | 2009 QJ54                | 31 luglio 2005    | NEAT                                |
| 665518 | 2009 QM63                | 19 agosto 2009    | Osservatorio astronomico di Maiorca |
| 665519 | 2009 QB64                | 31 luglio 2009    | Spacewatch                          |
| 665520 | 2009 QA65                | 22 settembre 2009 | CSS                                 |
| 665521 | 2009 QW66                | 1 marzo 2012      | Mount Lemmon Survey                 |
| 665522 | 2009 QE69                | 26 agosto 2009    | CSS                                 |
| 665523 | 2009 QP69                | 24 gennaio 2012   | Pan-STARRS                          |
| 665524 | 2009 QZ69                | 19 giugno 2009    | Spacewatch                          |
| 665525 | 2009 QK70                | 22 agosto 2009    | Osservatorio astronomico di Maiorca |
| 665526 | 2009 QD73                | 18 agosto 2009    | Spacewatch                          |
| 665527 | 2009 QF73                | 27 agosto 2009    | Spacewatch                          |
| 665528 | 2009 QL73                | 18 agosto 2009    | Spacewatch                          |
| 665529 | 2009 QB75                | 18 agosto 2009    | Spacewatch                          |
| 665530 | 2009 QZ78                | 20 agosto 2009    | Spacewatch                          |
| 665531 | 2009 RT                  | 10 settembre 2009 | ESA OGS                             |
| 665532 | 2009 RN2                 | 28 agosto 2009    | CSS                                 |
| 665533 | 2009 RO9                 | 12 settembre 2009 | Spacewatch                          |
| 665534 | 2009 RM10                | 12 settembre 2009 | Spacewatch                          |
| 665535 | 2009 RE13                | 12 settembre 2009 | Spacewatch                          |
| 665536 | 2009 RZ13                | 12 settembre 2009 | Spacewatch                          |
| 665537 | 2009 RD17                | 12 settembre 2009 | Spacewatch                          |
| 665538 | 2009 RB18                | 12 settembre 2009 | Spacewatch                          |
| 665539 | 2009 RB20                | 14 settembre 2009 | CSS                                 |
| 665540 | 2009 RF21                | 15 settembre 2009 | Spacewatch                          |
| 665541 | 2009 RB23                | 15 settembre 2009 | Mount Lemmon Survey                 |
| 665542 | 2009 RP23                | 15 marzo 2007     | Spacewatch                          |
| 665543 | 2009 RO25                | 15 settembre 2009 | Spacewatch                          |
| 665544 | 2009 RR25                | 15 settembre 2009 | Spacewatch                          |
| 665545 | 2009 RL27                | 16 settembre 2009 | Spacewatch                          |
| 665546 | 2009 RD32                | 14 settembre 2009 | Spacewatch                          |
| 665547 | 2009 RT35                | 14 settembre 2009 | Spacewatch                          |
| 665548 | 2009 RJ36                | 15 settembre 2009 | Spacewatch                          |
| 665549 | 2009 RQ37                | 11 marzo 2008     | Spacewatch                          |
| 665550 | 2009 RO40                | 15 settembre 2009 | Spacewatch                          |
| 665551 | 2009 RG41                | 15 settembre 2009 | Spacewatch                          |
| 665552 | 2009 RK41                | 15 settembre 2009 | Spacewatch                          |
| 665553 | 2009 RT41                | 15 settembre 2009 | Spacewatch                          |
| 665554 | 2009 RA43                | 15 settembre 2009 | Spacewatch                          |
| 665555 | 2009 RF43                | 15 settembre 2009 | Spacewatch                          |
| 665556 | 2009 RN44                | 15 settembre 2009 | Spacewatch                          |
| 665557 | 2009 RQ46                | 11 marzo 2005     | Mount Lemmon Survey                 |
| 665558 | 2009 RS46                | 15 settembre 2009 | Spacewatch                          |
| 665559 | 2009 RN52                | 15 settembre 2009 | Spacewatch                          |
| 665560 | 2009 RL55                | 15 settembre 2009 | Spacewatch                          |
| 665561 | 2009 RU56                | 15 settembre 2009 | Spacewatch                          |
| 665562 | 2009 RA57                | 15 settembre 2009 | Spacewatch                          |
| 665563 | 2009 RL57                | 31 dicembre 2005  | Spacewatch                          |
| 665564 | 2009 RD58                | 13 settembre 2009 | ESA OGS                             |
| 665565 | 2009 RM59                | 15 settembre 2009 | Spacewatch                          |
| 665566 | 2009 RV64                | 23 settembre 2009 | Spacewatch                          |
| 665567 | 2009 RV67                | 27 luglio 2009    | Spacewatch                          |
| 665568 | 2009 RZ68                | 15 settembre 2009 | Spacewatch                          |
| 665569 | 2009 RH75                | 15 settembre 2009 | CSS                                 |
| 665570 | 2009 RH78                | 14 settembre 2009 | Spacewatch                          |
| 665571 | 2009 RJ78                | 15 settembre 2009 | Spacewatch                          |
| 665572 | 2009 RP78                | 26 gennaio 2012   | Mount Lemmon Survey                 |
| 665573 | 2009 RX79                | 12 novembre 2010  | Mount Lemmon Survey                 |
| 665574 | 2009 RO80                | 15 settembre 2009 | Spacewatch                          |
| 665575 | 2009 RV81                | 15 settembre 2009 | Spacewatch                          |
| 665576 | 2009 RZ81                | 14 settembre 2009 | Spacewatch                          |
| 665577 | 2009 RO82                | 12 settembre 2009 | Spacewatch                          |
| 665578 | 2009 SG4                 | 16 settembre 2009 | Mount Lemmon Survey                 |
| 665579 | 2009 SM6                 | 29 settembre 2005 | Spacewatch                          |
| 665580 | 2009 SQ6                 | 15 aprile 2001    | Spacewatch                          |
| 665581 | 2009 SN7                 | 16 settembre 2009 | Mount Lemmon Survey                 |
| 665582 | 2009 SH9                 | 16 settembre 2009 | Mount Lemmon Survey                 |
| 665583 | 2009 SB14                | 17 settembre 2009 | T. V. Kryachko, B. Satovskij        |
| 665584 | 2009 SY17                | 8 ottobre 2004    | Spacewatch                          |
| 665585 | 2009 SP19                | 20 settembre 2009 | V. Newski                           |
| 665586 | 2009 SG20                | 22 settembre 2009 | CSS                                 |
| 665587 | 2009 SJ20                | 18 settembre 2009 | Spacewatch                          |
| 665588 | 2009 SR21                | 18 settembre 2009 | W. Bickel                           |
| 665589 | 2009 SA22                | 12 settembre 2005 | Spacewatch                          |
| 665590 | 2009 SO24                | 16 settembre 2009 | Spacewatch                          |
| 665591 | 2009 SQ30                | 16 settembre 2009 | Spacewatch                          |
| 665592 | 2009 ST30                | 12 settembre 2009 | Spacewatch                          |
| 665593 | 2009 SG31                | 25 agosto 2003    | Cerro Tololo Obs.                   |
| 665594 | 2009 SJ35                | 9 ottobre 2005    | Spacewatch                          |
| 665595 | 2009 SL37                | 16 settembre 2009 | Spacewatch                          |
| 665596 | 2009 SO37                | 16 settembre 2009 | Spacewatch                          |
| 665597 | 2009 SP38                | 16 settembre 2009 | Spacewatch                          |
| 665598 | 2009 SF39                | 10 marzo 2007     | Mount Lemmon Survey                 |
| 665599 | 2009 SQ41                | 20 agosto 2009    | Spacewatch                          |
| 665600 | 2009 SA43                | 16 settembre 2009 | Spacewatch                          |

## 665601–665700
| Nome   | Designazione provvisoria | Data di scoperta  | Scopritore                |
| ------ | ------------------------ | ----------------- | ------------------------- |
| 665601 | 2009 SX43                | 16 settembre 2009 | Spacewatch                |
| 665602 | 2009 SQ44                | 16 settembre 2009 | Spacewatch                |
| 665603 | 2009 SP46                | 16 settembre 2009 | Spacewatch                |
| 665604 | 2009 SD47                | 16 settembre 2009 | Spacewatch                |
| 665605 | 2009 SG51                | 17 settembre 2009 | Spacewatch                |
| 665606 | 2009 SW54                | 17 settembre 2009 | Mount Lemmon Survey       |
| 665607 | 2009 SV55                | 17 settembre 2009 | Spacewatch                |
| 665608 | 2009 SA56                | 17 settembre 2009 | Spacewatch                |
| 665609 | 2009 SV56                | 30 settembre 2003 | Spacewatch                |
| 665610 | 2009 SG60                | 17 settembre 2009 | Spacewatch                |
| 665611 | 2009 SA64                | 17 settembre 2009 | Mount Lemmon Survey       |
| 665612 | 2009 SP69                | 17 settembre 2009 | Spacewatch                |
| 665613 | 2009 SW77                | 17 settembre 2009 | K. Černis, K. Zdanavičius |
| 665614 | 2009 ST80                | 16 agosto 2009    | Spacewatch                |
| 665615 | 2009 SW81                | 27 agosto 2009    | Spacewatch                |
| 665616 | 2009 SP83                | 18 settembre 2009 | Mount Lemmon Survey       |
| 665617 | 2009 SU86                | 9 febbraio 2008   | Spacewatch                |
| 665618 | 2009 SY87                | 18 settembre 2009 | Spacewatch                |
| 665619 | 2009 SQ91                | 9 marzo 2007      | Spacewatch                |
| 665620 | 2009 SY94                | 17 agosto 2009    | Spacewatch                |
| 665621 | 2009 SD99                | 24 settembre 2009 | Spacewatch                |
| 665622 | 2009 SP99                | 22 settembre 2009 | Galád, A.                 |
| 665623 | 2009 SV99                | 23 settembre 2009 | S. Karge, R. Kling        |
| 665624 | 2009 SB106               | 16 settembre 2009 | Mount Lemmon Survey       |
| 665625 | 2009 SN107               | 17 marzo 2001     | Spacewatch                |
| 665626 | 2009 SW108               | 1 settembre 2009  | W. Bickel                 |
| 665627 | 2009 SY108               | 10 ottobre 2005   | CSS                       |
| 665628 | 2009 SX117               | 18 settembre 2009 | Spacewatch                |
| 665629 | 2009 SV120               | 18 settembre 2009 | Spacewatch                |
| 665630 | 2009 SC123               | 18 settembre 2009 | Spacewatch                |
| 665631 | 2009 SF123               | 18 settembre 2009 | Spacewatch                |
| 665632 | 2009 SZ125               | 18 settembre 2009 | Spacewatch                |
| 665633 | 2009 SZ128               | 1 ottobre 2005    | Spacewatch                |
| 665634 | 2009 SO129               | 28 luglio 2009    | Spacewatch                |
| 665635 | 2009 SE130               | 18 settembre 2009 | Spacewatch                |
| 665636 | 2009 SL130               | 18 settembre 2009 | Spacewatch                |
| 665637 | 2009 SX131               | 18 settembre 2009 | Spacewatch                |
| 665638 | 2009 SE135               | 18 settembre 2009 | Spacewatch                |
| 665639 | 2009 SQ137               | 18 settembre 2009 | Spacewatch                |
| 665640 | 2009 SR139               | 17 novembre 2004  | CINEOS                    |
| 665641 | 2009 SU140               | 19 settembre 2009 | Spacewatch                |
| 665642 | 2009 SC142               | 15 settembre 2009 | Spacewatch                |
| 665643 | 2009 SF148               | 19 settembre 2009 | Mount Lemmon Survey       |
| 665644 | 2009 SV148               | 27 agosto 2009    | CSS                       |
| 665645 | 2009 SX148               | 26 agosto 2009    | CSS                       |
| 665646 | 2009 SP151               | 20 settembre 2009 | Spacewatch                |
| 665647 | 2009 SJ152               | 15 agosto 2009    | Spacewatch                |
| 665648 | 2009 ST152               | 4 ottobre 2006    | Mount Lemmon Survey       |
| 665649 | 2009 SZ154               | 27 agosto 2009    | Spacewatch                |
| 665650 | 2009 SS157               | 20 settembre 2009 | Spacewatch                |
| 665651 | 2009 SE159               | 20 settembre 2009 | Spacewatch                |
| 665652 | 2009 SF159               | 20 settembre 2009 | Spacewatch                |
| 665653 | 2009 SP159               | 20 settembre 2009 | Spacewatch                |
| 665654 | 2009 SA160               | 28 novembre 2006  | Mount Lemmon Survey       |
| 665655 | 2009 SJ160               | 20 settembre 2009 | Spacewatch                |
| 665656 | 2009 SA161               | 20 settembre 2009 | CSS                       |
| 665657 | 2009 SM163               | 21 settembre 2009 | Mount Lemmon Survey       |
| 665658 | 2009 SP165               | 24 febbraio 2006  | Spacewatch                |
| 665659 | 2009 SS166               | 21 settembre 2009 | Spacewatch                |
| 665660 | 2009 SN172               | 24 settembre 2009 | Mount Lemmon Survey       |
| 665661 | 2009 SV173               | 18 settembre 2009 | CSS                       |
| 665662 | 2009 SE175               | 18 ottobre 2006   | Spacewatch                |
| 665663 | 2009 SS177               | 20 settembre 2009 | Spacewatch                |
| 665664 | 2009 SG178               | 29 agosto 2005    | NEAT                      |
| 665665 | 2009 ST178               | 20 settembre 2009 | Mount Lemmon Survey       |
| 665666 | 2009 SR183               | 11 novembre 2006  | Spacewatch                |
| 665667 | 2009 SS185               | 21 settembre 2009 | Spacewatch                |
| 665668 | 2009 SQ188               | 21 settembre 2009 | Spacewatch                |
| 665669 | 2009 SK190               | 22 settembre 2009 | Spacewatch                |
| 665670 | 2009 SF192               | 29 settembre 2005 | Spacewatch                |
| 665671 | 2009 SC194               | 22 settembre 2009 | Spacewatch                |
| 665672 | 2009 SD194               | 22 settembre 2009 | Spacewatch                |
| 665673 | 2009 SO197               | 22 settembre 2009 | Spacewatch                |
| 665674 | 2009 SM199               | 22 settembre 2009 | Spacewatch                |
| 665675 | 2009 SU200               | 24 agosto 2003    | NEAT                      |
| 665676 | 2009 SZ201               | 18 settembre 2009 | Spacewatch                |
| 665677 | 2009 SK205               | 22 settembre 2009 | Spacewatch                |
| 665678 | 2009 SC207               | 23 settembre 2009 | Spacewatch                |
| 665679 | 2009 SZ208               | 26 dicembre 2006  | G. Hug                    |
| 665680 | 2009 SG210               | 23 settembre 2009 | Mount Lemmon Survey       |
| 665681 | 2009 SS211               | 23 settembre 2009 | Mount Lemmon Survey       |
| 665682 | 2009 SS216               | 15 settembre 2009 | Spacewatch                |
| 665683 | 2009 SS218               | 24 settembre 2009 | Mount Lemmon Survey       |
| 665684 | 2009 SS219               | 24 settembre 2009 | Mount Lemmon Survey       |
| 665685 | 2009 SE222               | 25 settembre 2009 | Mount Lemmon Survey       |
| 665686 | 2009 SP222               | 17 agosto 2009    | Spacewatch                |
| 665687 | 2009 SH223               | 14 marzo 2007     | Spacewatch                |
| 665688 | 2009 SJ226               | 12 marzo 2008     | Spacewatch                |
| 665689 | 2009 SR227               | 16 marzo 2007     | Spacewatch                |
| 665690 | 2009 SH229               | 30 agosto 2005    | Spacewatch                |
| 665691 | 2009 SM230               | 28 agosto 2009    | CSS                       |
| 665692 | 2009 SS231               | 12 marzo 2008     | Spacewatch                |
| 665693 | 2009 SG236               | 16 settembre 2009 | CSS                       |
| 665694 | 2009 SM237               | 16 settembre 2009 | CSS                       |
| 665695 | 2009 ST238               | 16 settembre 2009 | CSS                       |
| 665696 | 2009 SW239               | 31 agosto 2009    | SSS                       |
| 665697 | 2009 SA244               | 15 settembre 2009 | CSS                       |
| 665698 | 2009 SG245               | 21 settembre 2009 | Spacewatch                |
| 665699 | 2009 SC248               | 22 settembre 2009 | CSS                       |
| 665700 | 2009 SH249               | 18 settembre 2009 | Spacewatch                |

## 665701–665800
| Nome   | Designazione provvisoria | Data di scoperta  | Scopritore                          |
| ------ | ------------------------ | ----------------- | ----------------------------------- |
| 665701 | 2009 SN250               | 19 settembre 2009 | Spacewatch                          |
| 665702 | 2009 SA251               | 20 settembre 2009 | Spacewatch                          |
| 665703 | 2009 SJ251               | 20 settembre 2009 | Spacewatch                          |
| 665704 | 2009 SK255               | 16 settembre 2009 | SSS                                 |
| 665705 | 2009 SE257               | 29 agosto 2009    | Spacewatch                          |
| 665706 | 2009 SM259               | 7 ottobre 2004    | Spacewatch                          |
| 665707 | 2009 SQ259               | 9 febbraio 2008   | Mount Lemmon Survey                 |
| 665708 | 2009 SQ262               | 23 settembre 2009 | Mount Lemmon Survey                 |
| 665709 | 2009 SF263               | 23 settembre 2009 | Mount Lemmon Survey                 |
| 665710 | 2009 SE264               | 23 settembre 2009 | Mount Lemmon Survey                 |
| 665711 | 2009 SA265               | 15 settembre 2009 | Spacewatch                          |
| 665712 | 2009 SK265               | 23 aprile 2007    | Mount Lemmon Survey                 |
| 665713 | 2009 SH267               | 23 settembre 2009 | Mount Lemmon Survey                 |
| 665714 | 2009 SE269               | 15 agosto 2009    | Spacewatch                          |
| 665715 | 2009 SL269               | 22 febbraio 2004  | CSS                                 |
| 665716 | 2009 SL271               | 16 settembre 2009 | Spacewatch                          |
| 665717 | 2009 SS272               | 24 settembre 2009 | T. V. Kryachko, B. Satovskij        |
| 665718 | 2009 SV272               | 25 settembre 2009 | Spacewatch                          |
| 665719 | 2009 SD273               | 27 gennaio 2007   | Spacewatch                          |
| 665720 | 2009 SG274               | 25 settembre 2009 | Spacewatch                          |
| 665721 | 2009 SQ282               | 25 settembre 2009 | Spacewatch                          |
| 665722 | 2009 SK283               | 17 settembre 2009 | Spacewatch                          |
| 665723 | 2009 SF289               | 16 aprile 2007    | W. Bickel                           |
| 665724 | 2009 ST289               | 25 settembre 2009 | Spacewatch                          |
| 665725 | 2009 SN295               | 27 settembre 2009 | Spacewatch                          |
| 665726 | 2009 SF298               | 25 settembre 2009 | Spacewatch                          |
| 665727 | 2009 SU301               | 16 settembre 2009 | Mount Lemmon Survey                 |
| 665728 | 2009 SW304               | 18 agosto 2009    | Spacewatch                          |
| 665729 | 2009 SD305               | 23 novembre 2006  | Mount Lemmon Survey                 |
| 665730 | 2009 SQ305               | 17 settembre 2009 | Mount Lemmon Survey                 |
| 665731 | 2009 ST306               | 17 settembre 2009 | Spacewatch                          |
| 665732 | 2009 SD308               | 17 settembre 2009 | Mount Lemmon Survey                 |
| 665733 | 2009 SE313               | 18 settembre 2009 | Spacewatch                          |
| 665734 | 2009 SJ314               | 19 settembre 2009 | Spacewatch                          |
| 665735 | 2009 SY318               | 20 settembre 2009 | Mount Lemmon Survey                 |
| 665736 | 2009 SJ323               | 21 febbraio 2003  | NEAT                                |
| 665737 | 2009 SV323               | 24 settembre 2009 | Mount Lemmon Survey                 |
| 665738 | 2009 SX326               | 19 settembre 2009 | CSS                                 |
| 665739 | 2009 SR333               | 15 agosto 2009    | Spacewatch                          |
| 665740 | 2009 SY339               | 20 settembre 2009 | Mount Lemmon Survey                 |
| 665741 | 2009 SR342               | 16 settembre 2009 | Spacewatch                          |
| 665742 | 2009 ST347               | 16 settembre 2009 | Spacewatch                          |
| 665743 | 2009 SY347               | 16 settembre 2009 | Spacewatch                          |
| 665744 | 2009 SQ359               | 25 settembre 2009 | CSS                                 |
| 665745 | 2009 SG363               | 18 agosto 2009    | Spacewatch                          |
| 665746 | 2009 SN366               | 5 giugno 2011     | CSS                                 |
| 665747 | 2009 SV369               | 28 agosto 2014    | Pan-STARRS                          |
| 665748 | 2009 SC370               | 22 settembre 2009 | Mount Lemmon Survey                 |
| 665749 | 2009 SH371               | 20 ottobre 1998   | Spacewatch                          |
| 665750 | 2009 SK373               | 14 settembre 2013 | Pan-STARRS                          |
| 665751 | 2009 SM373               | 28 agosto 2014    | Pan-STARRS                          |
| 665752 | 2009 SP374               | 3 gennaio 2012    | Mount Lemmon Survey                 |
| 665753 | 2009 SX374               | 21 dicembre 2006  | L. H. Wasserman                     |
| 665754 | 2009 SZ374               | 22 novembre 2014  | Pan-STARRS                          |
| 665755 | 2009 SD375               | 25 luglio 2015    | Pan-STARRS                          |
| 665756 | 2009 SD376               | 16 febbraio 2012  | Pan-STARRS                          |
| 665757 | 2009 SN376               | 3 agosto 2014     | Pan-STARRS                          |
| 665758 | 2009 SK377               | 31 marzo 2013     | Mount Lemmon Survey                 |
| 665759 | 2009 SO377               | 18 settembre 2009 | Spacewatch                          |
| 665760 | 2009 SS381               | 12 settembre 2009 | Spacewatch                          |
| 665761 | 2009 SF382               | 19 settembre 2009 | Mount Lemmon Survey                 |
| 665762 | 2009 SV382               | 28 settembre 2009 | Spacewatch                          |
| 665763 | 2009 SA383               | 29 settembre 2009 | Mount Lemmon Survey                 |
| 665764 | 2009 SA384               | 29 settembre 2009 | Mount Lemmon Survey                 |
| 665765 | 2009 SM385               | 4 ottobre 1999    | Spacewatch                          |
| 665766 | 2009 SO385               | 26 settembre 2009 | Spacewatch                          |
| 665767 | 2009 SV385               | 6 maggio 2016     | Pan-STARRS                          |
| 665768 | 2009 SH390               | 23 settembre 2015 | Pan-STARRS                          |
| 665769 | 2009 SD391               | 19 settembre 2009 | Mount Lemmon Survey                 |
| 665770 | 2009 SE391               | 10 settembre 2013 | Pan-STARRS                          |
| 665771 | 2009 SY391               | 16 gennaio 2018   | Pan-STARRS                          |
| 665772 | 2009 SG392               | 24 gennaio 2015   | Pan-STARRS                          |
| 665773 | 2009 SN392               | 17 settembre 2009 | Spacewatch                          |
| 665774 | 2009 SV393               | 28 settembre 2009 | Mount Lemmon Survey                 |
| 665775 | 2009 SB394               | 25 settembre 2009 | Spacewatch                          |
| 665776 | 2009 SO396               | 29 settembre 2009 | Mount Lemmon Survey                 |
| 665777 | 2009 SR396               | 19 settembre 2009 | CSS                                 |
| 665778 | 2009 SU396               | 28 settembre 2009 | Mount Lemmon Survey                 |
| 665779 | 2009 SG398               | 17 settembre 2009 | Spacewatch                          |
| 665780 | 2009 SP401               | 19 settembre 2009 | Mount Lemmon Survey                 |
| 665781 | 2009 SX403               | 18 settembre 2009 | Mount Lemmon Survey                 |
| 665782 | 2009 SA404               | 22 settembre 2009 | Mount Lemmon Survey                 |
| 665783 | 2009 SN404               | 21 settembre 2009 | Spacewatch                          |
| 665784 | 2009 SU404               | 29 settembre 2009 | Mount Lemmon Survey                 |
| 665785 | 2009 SX404               | 17 settembre 2009 | Spacewatch                          |
| 665786 | 2009 SL412               | 18 settembre 2009 | Spacewatch                          |
| 665787 | 2009 SW412               | 20 settembre 2009 | Mount Lemmon Survey                 |
| 665788 | 2009 SH413               | 22 settembre 2009 | Spacewatch                          |
| 665789 | 2009 SL414               | 18 settembre 2009 | Spacewatch                          |
| 665790 | 2009 SU414               | 18 settembre 2009 | Spacewatch                          |
| 665791 | 2009 SD419               | 30 settembre 2009 | Mount Lemmon Survey                 |
| 665792 | 2009 SN420               | 29 settembre 2009 | Mount Lemmon Survey                 |
| 665793 | 2009 SU420               | 26 settembre 2009 | Spacewatch                          |
| 665794 | 2009 SR421               | 17 settembre 2009 | Spacewatch                          |
| 665795 | 2009 SD425               | 26 settembre 2009 | Spacewatch                          |
| 665796 | 2009 SX426               | 26 settembre 2009 | Spacewatch                          |
| 665797 | 2009 TP1                 | 2 ottobre 2009    | Mount Lemmon Survey                 |
| 665798 | 2009 TN3                 | 11 ottobre 2009   | Osservatorio astronomico di Maiorca |
| 665799 | 2009 TA10                | 14 ottobre 2009   | D. Čestonov, A. Novičonok           |
| 665800 | 2009 TH10                | 29 settembre 2009 | Mount Lemmon Survey                 |

## 665801–665900
| Nome   | Designazione provvisoria | Data di scoperta  | Scopritore                          |
| ------ | ------------------------ | ----------------- | ----------------------------------- |
| 665801 | 2009 TN11                | 19 settembre 2009 | Spacewatch                          |
| 665802 | 2009 TR11                | 30 luglio 2005    | NEAT                                |
| 665803 | 2009 TT12                | 17 settembre 2009 | Spacewatch                          |
| 665804 | 2009 TM22                | 13 ottobre 2009   | Osservatorio astronomico di Maiorca |
| 665805 | 2009 TO23                | 14 ottobre 2009   | Mount Lemmon Survey                 |
| 665806 | 2009 TP25                | 16 novembre 2006  | Spacewatch                          |
| 665807 | 2009 TS25                | 14 novembre 2006  | Mount Lemmon Survey                 |
| 665808 | 2009 TU31                | 16 settembre 2009 | Mount Lemmon Survey                 |
| 665809 | 2009 TM37                | 5 dicembre 2002   | AMOS                                |
| 665810 | 2009 TG40                | 15 ottobre 2009   | CSS                                 |
| 665811 | 2009 TC41                | 21 settembre 2009 | Spacewatch                          |
| 665812 | 2009 TR42                | 12 ottobre 2009   | Mount Lemmon Survey                 |
| 665813 | 2009 TN43                | 30 ottobre 2005   | Mount Lemmon Survey                 |
| 665814 | 2009 TG45                | 15 ottobre 2009   | CSS                                 |
| 665815 | 2009 TT45                | 2 ottobre 2009    | Mount Lemmon Survey                 |
| 665816 | 2009 TU50                | 26 febbraio 2012  | Pan-STARRS                          |
| 665817 | 2009 TD51                | 12 ottobre 2009   | Mount Lemmon Survey                 |
| 665818 | 2009 TP51                | 14 ottobre 2009   | Mount Lemmon Survey                 |
| 665819 | 2009 TT51                | 1 ottobre 2009    | Mount Lemmon Survey                 |
| 665820 | 2009 TX51                | 14 novembre 2010  | Mount Lemmon Survey                 |
| 665821 | 2009 TY51                | 8 febbraio 2011   | Mount Lemmon Survey                 |
| 665822 | 2009 TN53                | 16 aprile 2013    | Pan-STARRS                          |
| 665823 | 2009 TM56                | 12 ottobre 2009   | Spacewatch                          |
| 665824 | 2009 TG58                | 14 ottobre 2009   | Mount Lemmon Survey                 |
| 665825 | 2009 UW1                 | 16 ottobre 2009   | G. Hug                              |
| 665826 | 2009 UB2                 | 25 settembre 2009 | CSS                                 |
| 665827 | 2009 UO5                 | 22 settembre 2009 | CSS                                 |
| 665828 | 2009 UN9                 | 13 giugno 2005    | Mount Lemmon Survey                 |
| 665829 | 2009 UZ9                 | 27 settembre 2009 | Mount Lemmon Survey                 |
| 665830 | 2009 US12                | 17 marzo 2007     | Spacewatch                          |
| 665831 | 2009 UU12                | 15 settembre 2009 | Spacewatch                          |
| 665832 | 2009 UV12                | 11 aprile 2007    | Spacewatch                          |
| 665833 | 2009 UL15                | 16 ottobre 2009   | Mount Lemmon Survey                 |
| 665834 | 2009 UG19                | 19 ottobre 2009   | N. Teamo                            |
| 665835 | 2009 UJ19                | 27 novembre 2000  | Spacewatch                          |
| 665836 | 2009 UO19                | 22 ottobre 2009   | CSS                                 |
| 665837 | 2009 UR20                | 29 settembre 2009 | Mount Lemmon Survey                 |
| 665838 | 2009 UK21                | 16 ottobre 2009   | Mount Lemmon Survey                 |
| 665839 | 2009 UH24                | 28 aprile 2007    | Spacewatch                          |
| 665840 | 2009 UQ25                | 10 maggio 2005    | Mount Lemmon Survey                 |
| 665841 | 2009 UW25                | 21 ottobre 2009   | CSS                                 |
| 665842 | 2009 UA29                | 16 settembre 2009 | Mount Lemmon Survey                 |
| 665843 | 2009 UM34                | 27 settembre 2009 | Mount Lemmon Survey                 |
| 665844 | 2009 UK36                | 22 settembre 2009 | Mount Lemmon Survey                 |
| 665845 | 2009 US40                | 22 settembre 2009 | Mount Lemmon Survey                 |
| 665846 | 2009 UV40                | 25 febbraio 2007  | Mount Lemmon Survey                 |
| 665847 | 2009 UA43                | 18 ottobre 2009   | Mount Lemmon Survey                 |
| 665848 | 2009 UQ45                | 18 ottobre 2009   | Mount Lemmon Survey                 |
| 665849 | 2009 UU50                | 22 ottobre 2009   | CSS                                 |
| 665850 | 2009 UL52                | 11 ottobre 2009   | Mount Lemmon Survey                 |
| 665851 | 2009 UP52                | 22 settembre 2009 | Mount Lemmon Survey                 |
| 665852 | 2009 UC53                | 22 ottobre 2009   | CSS                                 |
| 665853 | 2009 UQ55                | 12 dicembre 1998  | Spacewatch                          |
| 665854 | 2009 UV55                | 17 novembre 2006  | Spacewatch                          |
| 665855 | 2009 UB59                | 23 ottobre 2009   | Mount Lemmon Survey                 |
| 665856 | 2009 UV60                | 17 ottobre 2009   | Mount Lemmon Survey                 |
| 665857 | 2009 UC62                | 17 ottobre 2009   | Mount Lemmon Survey                 |
| 665858 | 2009 UZ64                | 2 ottobre 2009    | Mount Lemmon Survey                 |
| 665859 | 2009 UF68                | 21 settembre 2009 | Spacewatch                          |
| 665860 | 2009 UM69                | 29 settembre 2009 | Spacewatch                          |
| 665861 | 2009 UP69                | 27 settembre 2009 | CSS                                 |
| 665862 | 2009 UT69                | 19 settembre 2009 | Mount Lemmon Survey                 |
| 665863 | 2009 UY70                | 22 ottobre 2009   | CSS                                 |
| 665864 | 2009 UE73                | 27 settembre 2009 | Mount Lemmon Survey                 |
| 665865 | 2009 UH75                | 21 ottobre 2009   | Mount Lemmon Survey                 |
| 665866 | 2009 UJ75                | 1 marzo 2008      | Spacewatch                          |
| 665867 | 2009 UJ81                | 17 settembre 2009 | Mount Lemmon Survey                 |
| 665868 | 2009 UO81                | 22 ottobre 2009   | Mount Lemmon Survey                 |
| 665869 | 2009 UX82                | 23 ottobre 2009   | Mount Lemmon Survey                 |
| 665870 | 2009 UW85                | 19 settembre 2009 | Mount Lemmon Survey                 |
| 665871 | 2009 UM86                | 20 settembre 2009 | Mount Lemmon Survey                 |
| 665872 | 2009 UK90                | 31 agosto 2009    | SSS                                 |
| 665873 | 2009 UR90                | 15 settembre 2009 | Spacewatch                          |
| 665874 | 2009 UU90                | 23 agosto 2003    | NEAT                                |
| 665875 | 2009 UC99                | 23 ottobre 2009   | Mount Lemmon Survey                 |
| 665876 | 2009 UM99                | 23 ottobre 2009   | Mount Lemmon Survey                 |
| 665877 | 2009 UD101               | 23 ottobre 2009   | Mount Lemmon Survey                 |
| 665878 | 2009 UV101               | 23 ottobre 2009   | Mount Lemmon Survey                 |
| 665879 | 2009 UV107               | 14 ottobre 2009   | W. Bickel                           |
| 665880 | 2009 UF109               | 1 dicembre 2003   | Spacewatch                          |
| 665881 | 2009 UR110               | 23 ottobre 2009   | Spacewatch                          |
| 665882 | 2009 UZ112               | 11 aprile 2007    | SSS                                 |
| 665883 | 2009 UL117               | 11 aprile 2005    | Spacewatch                          |
| 665884 | 2009 UB121               | 12 luglio 2004    | NEAT                                |
| 665885 | 2009 UH122               | 26 ottobre 2009   | Mount Lemmon Survey                 |
| 665886 | 2009 UJ125               | 14 ottobre 2009   | W. Bickel                           |
| 665887 | 2009 UN125               | 15 ottobre 2009   | W. Bickel                           |
| 665888 | 2009 US126               | 20 novembre 2004  | Spacewatch                          |
| 665889 | 2009 UK132               | 28 luglio 2005    | NEAT                                |
| 665890 | 2009 UL141               | 21 ottobre 2009   | Mount Lemmon Survey                 |
| 665891 | 2009 UX143               | 22 ottobre 2009   | Mount Lemmon Survey                 |
| 665892 | 2009 UZ148               | 29 settembre 2009 | Spacewatch                          |
| 665893 | 2009 UB151               | 24 ottobre 2009   | Spacewatch                          |
| 665894 | 2009 UA155               | 23 ottobre 2009   | Mount Lemmon Survey                 |
| 665895 | 2009 UT156               | 2 aprile 2005     | Spacewatch                          |
| 665896 | 2009 UV159               | 21 settembre 2009 | Spacewatch                          |
| 665897 | 2009 UA160               | 22 ottobre 2009   | Mount Lemmon Survey                 |
| 665898 | 2009 US161               | 22 ottobre 2009   | CSS                                 |
| 665899 | 2009 UY161               | 29 settembre 2009 | Mount Lemmon Survey                 |
| 665900 | 2009 UK162               | 1 marzo 2011      | Mount Lemmon Survey                 |

## 665901–666000
| Nome   | Designazione provvisoria | Data di scoperta  | Scopritore                          |
| ------ | ------------------------ | ----------------- | ----------------------------------- |
| 665901 | 2009 UA163               | 27 marzo 2011     | Mount Lemmon Survey                 |
| 665902 | 2009 UG163               | 14 marzo 2012     | Mount Lemmon Survey                 |
| 665903 | 2009 UW163               | 23 ottobre 2009   | Mount Lemmon Survey                 |
| 665904 | 2009 UA164               | 24 settembre 1995 | Spacewatch                          |
| 665905 | 2009 UD164               | 27 marzo 2011     | Mount Lemmon Survey                 |
| 665906 | 2009 UQ166               | 17 ottobre 2009   | Mount Lemmon Survey                 |
| 665907 | 2009 UU166               | 13 marzo 2011     | Spacewatch                          |
| 665908 | 2009 UD167               | 25 settembre 2009 | CSS                                 |
| 665909 | 2009 UA170               | 5 dicembre 2010   | Mount Lemmon Survey                 |
| 665910 | 2009 UN171               | 28 agosto 2016    | Mount Lemmon Survey                 |
| 665911 | 2009 UZ171               | 30 gennaio 2011   | Pan-STARRS                          |
| 665912 | 2009 UM174               | 27 ottobre 2009   | Mount Lemmon Survey                 |
| 665913 | 2009 UK175               | 26 ottobre 2009   | Spacewatch                          |
| 665914 | 2009 UA176               | 26 ottobre 2009   | Spacewatch                          |
| 665915 | 2009 UP176               | 22 ottobre 2009   | Mount Lemmon Survey                 |
| 665916 | 2009 UQ176               | 24 ottobre 2009   | Spacewatch                          |
| 665917 | 2009 UR176               | 18 ottobre 2009   | Mount Lemmon Survey                 |
| 665918 | 2009 US176               | 26 ottobre 2009   | Mount Lemmon Survey                 |
| 665919 | 2009 UK179               | 23 ottobre 2009   | Mount Lemmon Survey                 |
| 665920 | 2009 UO179               | 18 ottobre 2009   | Mount Lemmon Survey                 |
| 665921 | 2009 UZ183               | 23 ottobre 2009   | Mount Lemmon Survey                 |
| 665922 | 2009 UB186               | 27 ottobre 2009   | Spacewatch                          |
| 665923 | 2009 UR192               | 16 ottobre 2009   | CSS                                 |
| 665924 | 2009 UJ193               | 24 ottobre 2009   | Spacewatch                          |
| 665925 | 2009 VM9                 | 8 novembre 2009   | Mount Lemmon Survey                 |
| 665926 | 2009 VV10                | 26 ottobre 2009   | Spacewatch                          |
| 665927 | 2009 VR11                | 8 novembre 2009   | Mount Lemmon Survey                 |
| 665928 | 2009 VW12                | 8 novembre 2009   | Mount Lemmon Survey                 |
| 665929 | 2009 VC13                | 8 novembre 2009   | Mount Lemmon Survey                 |
| 665930 | 2009 VW13                | 8 novembre 2009   | Mount Lemmon Survey                 |
| 665931 | 2009 VM15                | 18 settembre 2009 | Mount Lemmon Survey                 |
| 665932 | 2009 VT15                | 1 maggio 2003     | Spacewatch                          |
| 665933 | 2009 VW15                | 4 gennaio 2003    | Spacewatch                          |
| 665934 | 2009 VL19                | 8 agosto 2008     | SSS                                 |
| 665935 | 2009 VN19                | 9 novembre 2009   | Mount Lemmon Survey                 |
| 665936 | 2009 VR20                | 9 novembre 2009   | Mount Lemmon Survey                 |
| 665937 | 2009 VJ21                | 22 novembre 2005  | Spacewatch                          |
| 665938 | 2009 VB22                | 30 ottobre 2009   | Osservatorio astronomico di Maiorca |
| 665939 | 2009 VF23                | 21 ottobre 2009   | Mount Lemmon Survey                 |
| 665940 | 2009 VK25                | 10 novembre 2009  | C. Rinner, F. Kugel                 |
| 665941 | 2009 VP25                | 12 ottobre 2009   | Mount Lemmon Survey                 |
| 665942 | 2009 VV25                | 7 maggio 2008     | Mount Lemmon Survey                 |
| 665943 | 2009 VQ27                | 8 novembre 2009   | Mount Lemmon Survey                 |
| 665944 | 2009 VR28                | 18 ottobre 2009   | Mount Lemmon Survey                 |
| 665945 | 2009 VV29                | 9 novembre 2009   | CSS                                 |
| 665946 | 2009 VM36                | 10 novembre 2009  | Mount Lemmon Survey                 |
| 665947 | 2009 VY36                | 24 ottobre 2009   | Spacewatch                          |
| 665948 | 2009 VU38                | 26 ottobre 2009   | Spacewatch                          |
| 665949 | 2009 VX39                | 14 ottobre 2009   | Mount Lemmon Survey                 |
| 665950 | 2009 VO41                | 9 novembre 2009   | CSS                                 |
| 665951 | 2009 VF47                | 28 settembre 2009 | Mount Lemmon Survey                 |
| 665952 | 2009 VQ47                | 9 novembre 2009   | Mount Lemmon Survey                 |
| 665953 | 2009 VS47                | 1 novembre 2005   | Mount Lemmon Survey                 |
| 665954 | 2009 VE48                | 9 novembre 2009   | Mount Lemmon Survey                 |
| 665955 | 2009 VJ50                | 28 settembre 2009 | Mount Lemmon Survey                 |
| 665956 | 2009 VP51                | 10 novembre 2009  | L. A. Molnar                        |
| 665957 | 2009 VG52                | 24 ottobre 2009   | Spacewatch                          |
| 665958 | 2009 VB55                | 1 ottobre 2009    | Mount Lemmon Survey                 |
| 665959 | 2009 VZ55                | 21 settembre 2009 | Spacewatch                          |
| 665960 | 2009 VH58                | 3 marzo 2006      | Spacewatch                          |
| 665961 | 2009 VF63                | 8 novembre 2009   | Spacewatch                          |
| 665962 | 2009 VS70                | 9 novembre 2009   | Mount Lemmon Survey                 |
| 665963 | 2009 VB75                | 25 ottobre 2009   | Spacewatch                          |
| 665964 | 2009 VR77                | 9 novembre 2009   | CSS                                 |
| 665965 | 2009 VG79                | 13 ottobre 2009   | Osservatorio astronomico di Maiorca |
| 665966 | 2009 VY83                | 9 novembre 2009   | Spacewatch                          |
| 665967 | 2009 VC84                | 9 novembre 2009   | Spacewatch                          |
| 665968 | 2009 VX88                | 18 ottobre 2009   | Mount Lemmon Survey                 |
| 665969 | 2009 VN89                | 11 novembre 2009  | Spacewatch                          |
| 665970 | 2009 VC95                | 20 settembre 2009 | Mount Lemmon Survey                 |
| 665971 | 2009 VC98                | 9 novembre 2009   | Mount Lemmon Survey                 |
| 665972 | 2009 VA100               | 22 settembre 2003 | Spacewatch                          |
| 665973 | 2009 VO100               | 10 novembre 2009  | Spacewatch                          |
| 665974 | 2009 VU101               | 15 dicembre 2004  | Spacewatch                          |
| 665975 | 2009 VP104               | 8 novembre 2009   | CSS                                 |
| 665976 | 2009 VC105               | 20 novembre 2004  | Spacewatch                          |
| 665977 | 2009 VW105               | 23 ottobre 2009   | Mount Lemmon Survey                 |
| 665978 | 2009 VN108               | 9 novembre 2009   | CSS                                 |
| 665979 | 2009 VW109               | 28 ottobre 2009   | Osservatorio astronomico di Maiorca |
| 665980 | 2009 VQ110               | 30 dicembre 2005  | Spacewatch                          |
| 665981 | 2009 VN118               | 21 dicembre 2000  | LINEAR                              |
| 665982 | 2009 VB120               | 24 aprile 2008    | Spacewatch                          |
| 665983 | 2009 VL120               | 11 novembre 2009  | Mount Lemmon Survey                 |
| 665984 | 2009 VG121               | 10 novembre 2009  | Mount Lemmon Survey                 |
| 665985 | 2009 VQ122               | 16 ottobre 2009   | Mount Lemmon Survey                 |
| 665986 | 2009 VL123               | 8 novembre 2009   | Mount Lemmon Survey                 |
| 665987 | 2009 VT130               | 9 novembre 2009   | Spacewatch                          |
| 665988 | 2009 VC133               | 10 novembre 2009  | Spacewatch                          |
| 665989 | 2009 WB3                 | 26 ottobre 2009   | Spacewatch                          |
| 665990 | 2009 WO7                 | 19 novembre 2009  | G. Muler                            |
| 665991 | 2009 WF9                 | 19 novembre 2009  | Osservatorio astronomico di Maiorca |
| 665992 | 2009 WX11                | 31 agosto 2005    | Spacewatch                          |
| 665993 | 2009 WB13                | 16 novembre 2009  | Mount Lemmon Survey                 |
| 665994 | 2009 WT14                | 24 maggio 2006    | Spacewatch                          |
| 665995 | 2009 WE15                | 21 settembre 2009 | Mount Lemmon Survey                 |
| 665996 | 2009 WL16                | 22 ottobre 2009   | Mount Lemmon Survey                 |
| 665997 | 2009 WD17                | 16 settembre 2003 | Spacewatch                          |
| 665998 | 2009 WB18                | 17 novembre 2009  | Mount Lemmon Survey                 |
| 665999 | 2009 WN20                | 17 novembre 2009  | Mount Lemmon Survey                 |
| 666000 | 2009 WS24                | 21 settembre 2009 | Mount Lemmon Survey                 |